# (4848) Tutenchamun
(4848) Tutenchamun es un asteroide perteneciente al cinturón de asteroides, descubierto el 30 de septiembre de 1973 por Cornelis Johannes van Houten en conjunto a su esposa también astrónoma Ingrid van Houten-Groeneveld y el astrónomo Tom Gehrels desde el Observatorio del Monte Palomar, Estados Unidos.

## Designación y nombre
Designado provisionalmente como 3233 T-2. Fue nombrado Tutenchamun en honor al faraón de la XVIII Dinastía Tutankamón o Tutanchamun, hijo de Akenatón y Nefertiti.

## Características orbitales
Tutenchamun está situado a una distancia media del Sol de 3,140 ua, pudiendo alejarse hasta 3,545 ua y acercarse hasta 2,735 ua. Su excentricidad es 0,128 y la inclinación orbital 6,380 grados. Emplea 2032 días en completar una órbita alrededor del Sol.

## Características físicas
La magnitud absoluta de Tutenchamun es 11,9. Tiene 22,453 km de diámetro y su albedo se estima en 0,061.